# Czereja
Czereja (biał. Чарэя) – agromiasteczko (do 2010 r. wieś) na Białorusi, w obwodzie witebskim, w rejonie czaśnickim, ok. 28 km na południe od Czaśnik. 
Miasto magnackie położone było w końcu XVIII wieku w hrabstwie czerejskim w powiecie witebskim w województwa witebskiego.
Początkowo własność Druckich, potem Sapiehów. W 1744 roku nabyta przez Jana Michała Sołłohuba. W XVIII wieku hrabstwo czerejskie zostaje rozparcelowane a miasteczko oraz dwór zostają zakupione przez Miłoszów. Czereja jest znana ze zwycięstwa Polaków nad wojskami Chowańskiego w roku 1660. W bitwie miał brać udział właściciel Czerei Paweł Jan Sapieha. 
W 1877 w Czerei urodził się Oskar Miłosz, w 1936 Pawieł Zajcau.

## Zabytki
- grodzisko, XV wiek
- cerkiew Św. Michała Archanioła, ok. 1600
- kirkut